# Francisco López de Úbeda

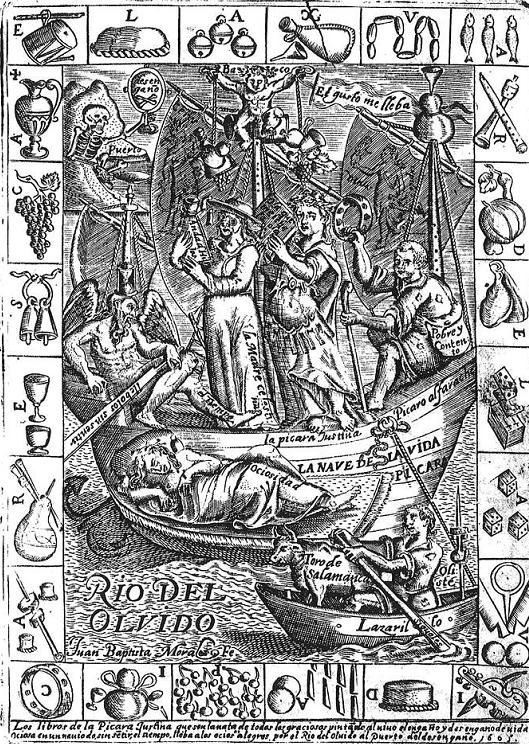
Portada del "Libro de entretenimiento de la Pícara Justina".

Francisco López de Úbeda (1560-1606), fue un médico y escritor español, posible autor de la novela picaresca Libro de entretenimiento de la pícara Justina.

## Biografía
Algunos críticos han sostenido que la persona que aparece como autor del Libro de entretenimiento de la pícara Justina (Medina del Campo, 1605) es un seudónimo de su verdadero autor, el fraile dominico Andrés Pérez de León, quien, a causa de sus hábitos, no podía publicar con su nombre una obra tan licenciosa como esta. Sostiene esta opinión Julio Puyol Alonso, que hizo una edición crítica de esta obra en 1912, fundándose en el profundo conocimiento que tiene de la tierra leonesa el autor y en las semejanzas de estilo entre la novela y varias obras del dominico: su Vida de San Raimundo de Peñafort y varios libros de sermones. 
Contra esta opinión están los hispanistas franceses Raymond Foulché-Delbosc y Marcel Bataillon, ya que realmente existía una persona de ese nombre.
El problema se ve complicado además con otras opiniones que ven el autor de la obra en otro dominico, el profesor de Teología de la Universidad de Valladolid Baltasar Navarrete, según un hallazgo realizado por el escritor y profesor de Historia de la Ciencia de la Facultad de Medicina de Valladolid, Anastasio Rojo, quien aduce en apoyo de su tesis la existencia de varios protocolos notariales. El hecho de su alto rango social y carácter eclesiástico hace muy probable que utilizara a Francisco López de Úbeda como tapadera en un caso que no es único en la literatura española, ya que algo similar sucedió con el Padre Isla y su Fray Gerundio de Campazas.

## Obra
La Pícara Justina es una obra cuyo estilo, pedante, alambicado y retorcido hasta la exasperación disgustó a Miguel de Cervantes, en lo que le siguió también Marcelino Menéndez Pelayo; nadie puede negar sin embargo la riqueza de su lenguaje y su propuesta de novedad al tener una protagonista femenina y apostar plenamente por lo picante y desvergonzado.
La obra se compone de cuatro partes y cada capítulo va precedido de unos versos que anuncian el tema del mismo y seguido con unos "aprovechamientos" o conclusiones morales que se sacan de lo narrado. Tanto unos como otros han sido muy criticados, los versos por su mala calidad y los aprovechamientos morales por su hipocresía y carácter forzado, que hace que incluso a veces no tengan apenas o ninguna relación con el texto precedente. La protagonista es una consumada artista del engaño, sin apenas moralidad, a pesar de lo cual insiste en conservar su virginidad hasta que se casa con un tahúr. Como declara su título es un libro de mero entretenimiento y su intención moralizante es un mero pretexto para los más variopintos juegos de ingenio y la diversión del lector, conseguida casi siempre con sus reflexiones picantes.